# 늑대개

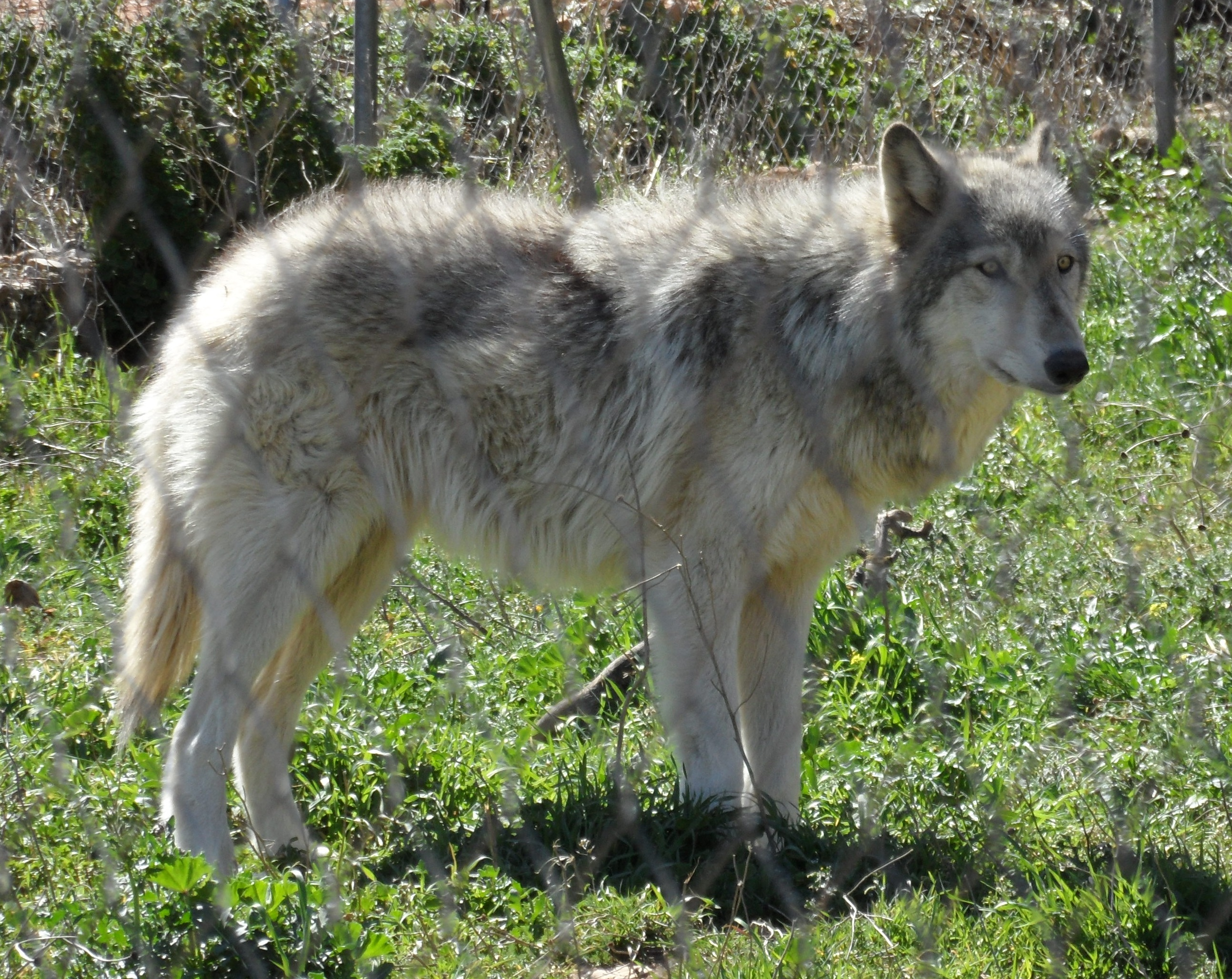

늑대개(wolfdog)는 회색늑대의 아종인 개와 다른 회색늑대의 아종들(소위 "늑대"로 통칭되는) 사이에 태어난 잡종이다.
수렵할 때 사용되기도하며, 땅으로부터 어깨까지 60 cm 이상이다.

## 같이 보기
- 흑색늑대
- 코이늑대
- 애완 및 사역동물로서의 늑대